# Grumelscheid
Grumelscheid (lb. Grëmmelescht, Grëmelischt; niem. Grümelscheid) – wieś (Uertschaft) w północnym Luksemburgu, w kantonie Wiltz, w gminie Winseler. Do 3 października 2015 miejscowość leżała w dystrykcie Diekirch. Liczy 97 mieszkańców (31 grudnia 2022).